# Achtung: Streng geheim!
Achtung: Streng geheim! (Originaltitel: Mission Top Secret) ist eine australische Jugend- und Actionserie. Nach einem Pilotfilm von 1990 (Das Auge des Salomon) entstanden 1992/93 und 1995 zwei Staffeln mit jeweils sechs Episoden à 85 Minuten. Daneben gibt es eine alternative Fassung, in der jede Episode aus vier Teilen à 25 Minuten besteht, welche jeweils auch einen Rückblick auf die letzte und eine Vorschau auf die nächste Folge beinhalten. Der Pilotfilm wurde ab November 1992 in vier Teilen ausgestrahlt und bisher nicht wiederholt. Die weiteren Folgen liefen in Deutschland ab Oktober 1994 mehrfach in beiden Fassungen. Aktuell ist die Serie nicht mehr innerhalb der ARD zu sehen, da die Ausstrahlungsrechte in der Zwischenzeit ausgelaufen sind (erste Staffel: Ende 2012; zweite Staffel: Ende 2007). Die erste Staffel erschien am 8. April 2016 auf DVD.

## Handlung
Im Pilotfilm stößt der junge Spanier Pedro während einer Wanderung durch Australien zufällig auf eine computertechnisch hochausgerüstete Geheimzentrale, das Centauri-Hauptquartier. Im Folgenden kämpft er mit einem Team gegen den Erzschurken Neville Savage, der auch in den weiteren Folgen der Gegenspieler der Centauri-Kinder sein wird.
Die erste Staffel handelt von den Geschwistern Albert und Victoria Wiggins, deren Eltern ums Leben kamen und die wegen Verhaltensauffälligkeiten ein Waisenhaus in Sydney verlassen mussten, woraufhin sie von ihrem Onkel Sir Joshua Cranberry adoptiert wurden. Cranberry ist ein Erfinder und Tüftler, der im Keller seiner Farm abseits von Sydney einen Super-Computer beherbergt. Dieser wird durch einen technischen Zufall das Zentrum des Centauri-Netzwerks, ein weltumspannendes Netzwerk von miteinander kommunizierenden Kindern. Der Name Centauri leitet sich von dem Sternbild ab, in dem sich der genutzte Telekommunikationssatellit zu dem Zeitpunkt befand, Alpha Centauri.
Durch Centauri wird fortan der Erzschurke Neville Savage davon abgehalten, seine dunklen Machenschaften, in der Regel zur eigenen Bereicherung, zum Erfolg zu führen. Beispielsweise verhindert Centauri zu Beginn, dass Savage an wichtige Daten aus dem Spacelab-Projekt Astrotel gelangt, an dem der verstorbene Vater von Victoria und Albert gearbeitet hatte. Im Folgenden reisen die Centauri-Kids um die ganze Welt, etwa nach Großbritannien, Deutschland, Spanien und Südafrika, wo sie sich stets im Wettlauf mit Savage beweisen. Dabei werden sie von den anderen Mitgliedern des Centauri-Netzwerks und von der Zentrale in Australien unterstützt.
In der zweiten Staffel werden Albert, Victoria und die Computerspezialistin Jemma Snipe, welche die Zentrale betreut hatte, nicht mehr erwähnt. An ihre Stelle rücken Spike Baxter, der Albert und Victoria schon zu Beginn der Serie aus dem Waisenhaus gefolgt war, Sandy Weston, die am Ende der ersten Staffel zunächst von Savage als Spionin in das Centauri-Netzwerk eingeschleust wurde, sowie die Geschwister Kat und David Fowler, deren Mutter als Haushälterin auf der Farm lebt und arbeitet.

## Besetzung und Synchronisation
| Rolle                    | Schauspieler       | Staffel | Synchronsprecher      |
| ------------------------ | ------------------ | ------- | --------------------- |
| Victoria „Vicki“ Wiggins | Jennifer Hardy     | 1       | Saskia Weckler        |
| Albert Wiggins           | Andrew Shephard    | 1       | Willem Manke          |
| Sir Joshua Cranberry     | Frederick Parslow  | 1–2     | Eckart Dux            |
| Neville Savage           | Shane Briant       | 1–2     | Horst Stark           |
| Sandy Weston             | Emma Jane Fowler   | 1–2     | Stephanie Kirchberger |
| Hacker Weston            | Troy Carlson       | 1–2     | Jens Wawrczeck        |
| Jemma Snipe              | Deanna Burgess     | 1       | Pia Werfel            |
| Spike Baxter             | Rossi Kotsis       | 1–2     | Jona Mues             |
| Gertrude Snipe           | Pam Western        | 1       | Heidi Schaffrath      |
| Wolfgang von Steinfurth  | Ulli Lothmanns     | 1–2     |                       |
| Ollie Bergmann           | Guido Zarncke      | 1–2     |                       |
| Tomasz                   | Andrzej Grabarczyk | 1       | Eberhard Haar         |
| Grigor                   | Joachim Lamza      | 1       | Thomas Schüler        |
| Tante Edith              | Jean Anderson      | 1       | Marianne Kehlau       |
| David Fowler             | Jamie Croft        | 2       | Jannik Endemann       |
| Kat Fowler               | Lauren Hewett      | 2       | Katharina von Keller  |

## Episoden
| Staffel | Nummer (gesamt) | Nummer (Staffel) | Deutscher Titel             | Englischer Titel               | Einzelfolgen |
| ------- | --------------- | ---------------- | --------------------------- | ------------------------------ | ------------ |
| 0       | 0               | 0                | Das Auge des Salomon        | Mission Top Secret             | 0            |
| 1       | 1               | 1                | Die Jagd auf Astrotel       | The Falling Star               | 1–4          |
| 1       | 2               | 2                | Die Adler aus dem Osten     | Eagles from the East           | 5–8          |
| 1       | 3               | 3                | Das Geheimnis der Mona Lisa | The Mona Lisa Mix-Up           | 9–12         |
| 1       | 4               | 4                | Der Schatz von Cala Figuera | The Treasure of Cala Figuera   | 13–16        |
| 1       | 5               | 5                | Die Spur führt nach Polen   | The Polish Pony Puzzle         | 17–20        |
| 1       | 6               | 6                | Chaos im Computer           | The Flight of the Golden Goose | 21–24        |
| 2       | 7               | 1                | Die Kronjuwelen sind weg    | The Crown Jewels are Missing   | 25–28        |
| 2       | 8               | 2                | Das Dino-Ei                 | Return of the Dinosaur         | 29–32        |
| 2       | 9               | 3                | Die goldene Stimme          | The Golden Voice               | 33–36        |
| 2       | 10              | 4                | Der Schatz der Phoenizier   | Treasure at Elephant Ridge     | 37–40        |
| 2       | 11              | 5                | Die schwarze Perle          | Black Pearl                    | 41–44        |
| 2       | 12              | 6                | Der Spielzeugmacher         | The Toymaker                   | 45–48        |

## Trivia
- Die PCU (Personal Communication Unit), mit der die Centauri-Kinder in der ersten Staffel untereinander kommunizieren, ist in Wirklichkeit ein modifizierter Organizer vom Typ Sharp IQ-7000.